# Saint-Gabriel-Brécy
Saint-Gabriel-Brécy är en kommun i departementet Calvados i regionen Normandie i norra Frankrike. Kommunen ligger i kantonen Creully som ligger i arrondissementet Caen. År 2018 hade Saint-Gabriel-Brécy 380 invånare.

## Befolkningsutveckling
Antalet invånare i kommunen Saint-Gabriel-Brécy
Referens:INSEE